# Матчук Віктор Йосипович
Ві́ктор Йо́сипович Матчу́к (* 5 червня 1959, Рівне, Українська РСР) — народний депутат України 6-го скликання (з 2010), голова Рівненської обласної державної адміністрації (2006–2010), голова Політради Рівненської обласної організації партії «Наша Україна» (з 2006).
Освіта — повна вища. У 1982 році закінчив Київський політехнічний інститут, промислова електроніка, інженер електронної техніки. Кандидат технічних наук.
Володіння мовами — українська, російська — вільно, англійська — розмовна.
1 ранг державного службовця з 9 листопада 2007 року.

## Трудова діяльність
24.03.1982 — 22.11.1982 роки — регулювальник радіоапаратури 6-го розряду, завод «Радіоприлад» ім. С. П. Корольова (м. Київ);
20.11.1982 — 21.12.1985 роки  — навчання в аспірантурі Київського політехнічного інституту;
01.01.1983 — 02.01.1986 роки  — молодший науковий співробітник з госпдоговірної тематики як аспірант, Київський політехнічний інститут;
11.03.1986 — 10.08.1990 роки  — Рівненський радіотехнічний завод, начальник конструкторського бюро систем автоматизованого проектування;
1989 — 1990 роки - викладач Українського інституту інженерів водного господарства (м. Рівне), за сумісництвом;
14.08.1990 — 02.01.1992 роки - директор малого підприємства «Восток-Програма» (м. Рівне);
02.01.1992 — 16.07.2001 роки - директор ТзОВ виробничо-комерційної, науково-технічної, інноваційної фірми «Реноме»;
16.07.2001 — 13.11.2005 роки  — голова правління Закритого Акционерного Товариства «Реноме»;
14.11.2005 — 25.01.2006 роки  — голова наглядової Ради Закритого Акционерного Товариства «Реноме»;
18.05.2006 — 12.02.2010 роки  — голова Рівненської обласної державної адміністрації.
Народний депутат України 6-го скликання з 16 лютого 2010 року, обраний за списками Блоку «Наша Україна — Народна самооборона».
Депутат обласної ради.
З 18.10.2006  року — голова Політичної ради Рівненської обласної організації Політичної партії «Наша Україна».

## Нагороди
Ордени:
- «За заслуги» ІІІ ступеня,
- Святого Рівноапостольного князя Володимира Великого II ст.,
- Рівноапостольного Князя Володимира І ступеня.

Церковну відзнаку — Орден Святого Миколая Чудотворця — за заслуги з відродження духовності в Україні та утвердження Помісної Української Православної Церкви Вікторові Матчуку вручив керуючий Рівненською єпархією УПЦ КП, митрополит Рівненський та Острозький Євсевій (21 серпня 2009 року).